# Alf Engen
Alf Engen (Mjøndalen, 15 maggio 1909 – 20 giugno 1997) è stato uno sciatore alpino, sciatore nordico e allenatore di sci statunitense di origini norvegesi.
Emigrato negli Stati Uniti nel 1919, contribuì in modo significativo allo sviluppo dello sci nello Utah.

## Biografia
Nato a Mjøndalen nella contea di Buskerud, in Norvegia, imparò a sciare dal padre, noto sciatore, così come i suoi fratelli minori Sverre e Corey. Il padre morì a causa dell'influenza spagnola quando aveva nove anni ed Engen nel 1919 emigrò negli Stati Uniti insieme al fratello minore Sverre. Con la madre e i fratelli si stabilì inizialmente a Chicago e in seguito, dal 1931, a Salt Lake City, nello Utah.
Fu uno sciatore versatile, che si cimentò sia nello sci nordico sia nello sci alpino vincendo numerosi titoli nazionali.
Negli anni 1930 Alf Engen lavorò come tecnico del servizio forestale statunitense nei lavori di sviluppo di comprensori sciistici nelle Montagne Rocciose, dal Wyoming (Snow King Mountain e Jackson Hole) al Nevada, dall'Idaho allo Utah, dove si stabilì definitivamente. Qui lavorò nelle scuole di sci di Snowbasin e Alta nella stagione 1945-1946.
Dal 1946 allenò la Nazionale statunitense di sci, che guidò alle successive Olimpiadi di Sankt Moritz 1948; nel 1949 si trasferì proprio ad Alta, dove per quarant'anni lavorò come direttore della locale scuola di sci. Sviluppò la tecnica di sciata sulla powder snow, la neve "polverosa" tipica dello Utah, al punto ad esserne ritenuto il padre.
In occasione dei XIX Giochi olimpici invernali di Salt Lake City 2002 fu inaugurato un museo dello sci a lui intitolato, "Alf Engen Ski Museum", presso lo Utah Olympic Park di Park City; era padre di Alan, a sua volta sciatore alpino.

## Palmarès
Palmarès secondo la voce "Alf Engen" sulla Utah Encyclopedia:

### Combinata nordica

#### Campionati statunitensi
- 2 volte campione statunitense di combinata nordica (2 titoli tra il 1939 e il 1941)

### Salto con gli sci

#### Campionati statunitensi
- 9 volte campione statunitense di salto con gli sci (8 titoli tra il 1931 e il 1941, 1 titolo nel 1946)

### Sci alpino

#### Campionati statunitensi
- Campione statunitense di discesa nel 1947
- Campione statunitense di slalom nel 1947

### Altre versioni
La scheda su Engen riportata dal sito dell'Alf Engen Ski Museum Foundation, che gestisce il museo a lui intitolato, riporta un elenco di titoli in parte differente:
- per il salto con gli sci, attribuisce a Engen cinque titoli nazionali "professionistici" consecutivi dal 1931 al 1935, un non meglio precisato titolo "canadese e nordamericano" nel 1937 e un altro titolo statunitense nel 1940, per un totale di sei (o sette) titoli;
- non fa cenni alla combinata nordica, ma parla di un titolo nello sci di fondo nel 1940;
- per la discesa libera e lo slalom cita due titoli nazionali per ognuna delle due discipline, nel 1940 e nel 1942, per un totale di quattro titoli nello sci alpino.

In tal modo Engen risulterebbe vincitore di undici (o dodici) allori nazionali; tuttavia, lo stesso sito indica in sedici il numero delle vittorie soltanto nel salto con gli sci.

## Riconoscimenti
- All-American Ski Trophy (1937)[1]
- Americanism Award (1940)[1]
- Helm's Hall of Fame Award (1954)[1]
- Skier's Hall of Fame Award (1956)[1]
- National Ski Hall of Fame (1959)[4]
- Utah's Athlete of the 20th Century secondo The Salt Lake Tribune (2000)[4]

## Filmografia
- Alf Engen: Utah's Athlete of the Century, 2002[7]